# Méthode CTC
Pour les articles homonymes, voir CTC.

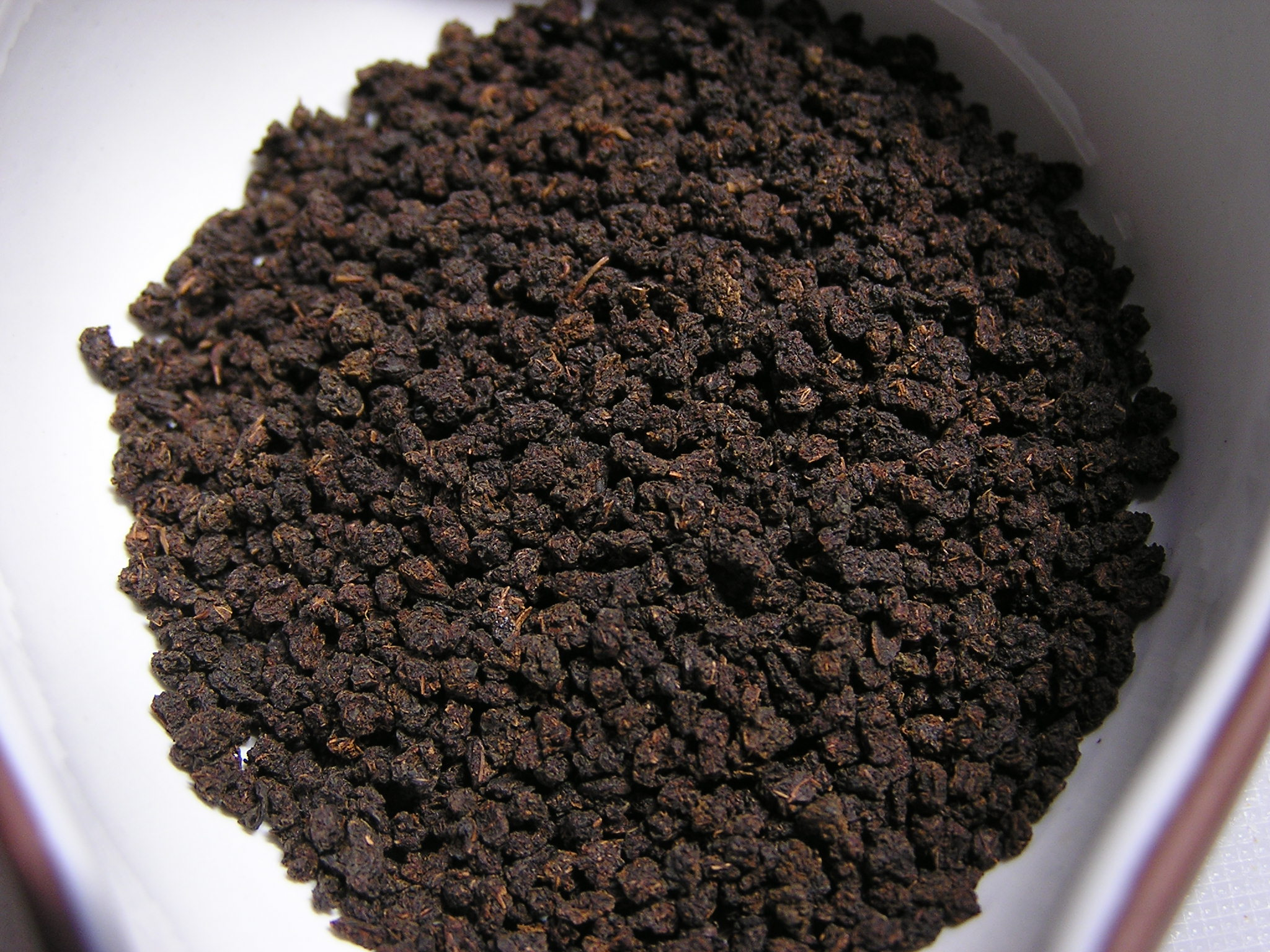
Feuilles de thé provenant de Hanamizuki (Japon) transformées par la méthode CTC.

La méthode CTC (de l'anglais crush tear curl, « écraser, déchirer, rouler ») désigne un procédé particulier de transformation du thé noir, destiné au thé en sachet.  
Suivant cette méthode, la transformation se fait en découpant les feuilles de thé dans une machine. Les feuilles et les morceaux de branches sont flétris, hachés puis roulés. Cette méthode, mise au point dans les années 1930 par l'Empire britannique en Assam et destinée à valoriser les feuilles de mauvaise qualité, s'est étendue à une grande partie de la culture du thé noir dans les colonies britanniques. 
Depuis peu, des usines de Chine produisent du Pu-erh en CTC. 
Ce procédé est peu onéreux car entièrement automatisable, au détriment des qualités gustatives.
La méthode CTC s'oppose à la méthode orthodoxe, où seules les premières feuilles du théier sont cueillies à la main et où elles sont roulées sans être brisées.